# Communauté de communes de Pechelbronn
Die Communauté de communes de Pechelbronn ist der Zusammenschluss (Communauté de communes) der Gemeinden Kutzenhausen, Lampertsloch, Lobsann, Merkwiller-Pechelbronn und Preuschdorf im französischen Département Bas-Rhin. Sie sind alle mit je drei Delegierten vertreten. 
Die Organisation bestand seit dem 31. Dezember 1992. Im Januar 2008 fusionierte der Gemeindeverband mit der Communauté de communes de la Vallée de la Sauer  zur Communauté de communes Sauer-Pechelbronn.